# Хайнрих II фон Грисенберг
Хайнрих II фон Грисенберг (на немски: Heinrich II von Griessenberg; † 27 май 1265) е благородник, господар на Грисенберг, днес в Амликон-Бисег в кантон Тургау, Швейцария.

## Произход и наследство
Той е единственият син на рицар Хайнрих I фон Грисенберг, господар на Буснанг († сл. 1260) и съпругата му Аделайда († сл. 1256). Внук е на Албрехт II фон Буснанг († сл. 1209) и съпругата му фон Вартенберг, дъщеря на Конрад фон Вартенберг († сл. 1205). Леля му Елизабет фон Буснанг († 1276) е омъжена за граф Крафт I фон Тогенбург († 1249/1254).
Господството Грисенберг е през 13 век самостоятелно господство и отива ок. 1325 г. на фамилията „фон Тогенбург“ (в кантон Санкт Гален, Швейцария) чрез правнучката му Аделхайд фон Грисенберг († 1371/1372), омъжена ок. 1324 г. за граф Дитхелм V фон Тогенбург († 1337) и втори път пр. 1341 г. за граф Конрад III фон Фюрстенберг-Вартенберг, ландграф в Баар († 1370).

## Фамилия
Хайнрих II фон Грисенберг се жени за Маргарета фон Ешенбах († сл. 1258) и има двама сина:
- Албрехт фон Грисенберг († 14 юни 1278), рицар, женен за Гертруд фон Регенсберг († сл. 1269), внучка на граф Луитолд V фон Регенсберг († 1250) и Берта фон Нойшател/Нойенбург († сл. 1244), дъщеря на Лютолд VI фон Регенсберг († 1284/1286) и Аделбургис фон Кайзерщул († 1282), баща на рицар Лютолд фон Грисенберг († 1322/1324) и дядо на наследничката Аделхайд фон Грисенберг († 1371/1372)[4]
- Хайнрих III фон Грисенберг († сл. 1284), рицар, баща на рицар Хайнрих IV фон Грисенберг († 7 май/8 декември 1324)